# Nuoto ai campionati mondiali di nuoto 2023 - 200 metri misti maschili
La gara di nuoto dei 200 metri misti maschili dei campionati mondiali di nuoto 2023 è stata disputata il 26 e 27 luglio 2023 presso il Marine Messe Fukuoka di Fukuoka. Vi hanno preso parte 49 atleti provenienti da 43 nazioni.
La competizione è stata vinta dal nuotatore francese Léon Marchand, mentre l'argento e il bronzo sono andati rispettivamente ai britannici Duncan Scott e Tom Dean.

## Podio
| Posizione | Atleta        | Nazionalità   |
| --------- | ------------- | ------------- |
| Oro       | Léon Marchand | Francia       |
| Argento   | Duncan Scott  | Gran Bretagna |
| Bronzo    | Tom Dean      | Gran Bretagna |

## Programma
| Data           | Ora (UTC+9) | Turno      |
| -------------- | ----------- | ---------- |
| 26 luglio 2023 | 11:17       | Batterie   |
| 26 luglio 2023 | 21:29       | Semifinali |
| 27 luglio 2023 | 21:03       | Finale     |

## Record
Prima della competizione il record del mondo e il record dei campionati erano i seguenti:
| Record mondiale       | 1'54"00 | Ryan Lochte Stati Uniti | 28 luglio 2011 Shanghai, Cina |
| Record dei campionati | 1'54"00 | Ryan Lochte Stati Uniti | 28 luglio 2011 Shanghai, Cina |

Nel corso della competizione non sono stati migliorati.

## Risultati

### Batterie
| Pos. | Batteria | Corsia | Atleta                  | Nazionalità        | Tempo   | Note             |
| ---- | -------- | ------ | ----------------------- | ------------------ | ------- | ---------------- |
| 1    | 5        | 5      | Duncan Scott            | Gran Bretagna      | 1'57"76 | Q                |
| 2    | 4        | 5      | Daiya Seto              | Giappone           | 1'57"80 | Q                |
| 3    | 6        | 6      | So Ogata                | Giappone           | 1'57"88 | Q                |
| 4    | 6        | 7      | Jérémy Desplanches      | Svizzera           | 1'58"00 | Q                |
| 5    | 5        | 6      | Lewis Clareburt         | Nuova Zelanda      | 1'58"08 | Q                |
| 6    | 6        | 3      | Tom Dean                | Gran Bretagna      | 1'58"20 | Q                |
| 7    | 6        | 5      | Carson Foster           | Stati Uniti        | 1'58"24 | Q                |
| 8    | 4        | 6      | Thomas Neill            | Australia          | 1'58"30 | Q                |
| 9    | 6        | 4      | Léon Marchand           | Francia            | 1'58"38 | Q                |
| 10   | 4        | 7      | Hugo González           | Spagna             | 1'58"47 | Q                |
| 11   | 5        | 4      | Shaine Casas            | Stati Uniti        | 1'58"56 | Q                |
| 12   | 4        | 3      | Finlay Knox             | Canada             | 1'58"64 | Q                |
| 13   | 6        | 2      | Alberto Razzetti        | Italia             | 1'58"74 | Q                |
| 14   | 5        | 7      | Gabriel Lopes           | Portogallo         | 1'58"77 | Q                |
| 15   | 6        | 1      | Brendon Smith           | Australia          | 1'59"03 | Q                |
| 16   | 4        | 4      | Wang Shun               | Cina               | 1'59"05 | Q                |
| 17   | 5        | 2      | Ron Polonsky            | Israele            | 1'59"15 |                  |
| 18   | 5        | 8      | Andreas Vazaios         | Grecia             | 1'59"72 |                  |
| 18   | 5        | 9      | Berke Saka              | Turchia            | 1'59"72 |                  |
| 20   | 6        | 8      | Gal Cohen Groumi        | Israele            | 2'00"00 |                  |
| 21   | 4        | 0      | Wang Hsing-hao          | Taipei cinese      | 2'00"01 |                  |
| 22   | 5        | 0      | Tomas Peribonio         | Ecuador            | 2'01"14 |                  |
| 23   | 4        | 1      | Carles Coll Martí       | Spagna             | 2'01"22 |                  |
| 24   | 3        | 5      | Bernhard Reitshammer    | Austria            | 2'01"42 |                  |
| 25   | 4        | 8      | Kim Min-suk             | Corea del Sud      | 2'01"75 |                  |
| 26   | 5        | 1      | Ádám Telegdy            | Ungheria           | 2'01"82 |                  |
| 27   | 3        | 2      | Erick Gordillo          | Guatemala          | 2'02"64 |                  |
| 28   | 3        | 0      | Munzer Kabbara          | Libano             | 2'02"99 | Record nazionale |
| 29   | 3        | 7      | Kristaps Miķelsons      | Lettonia           | 2'03"38 |                  |
| 30   | 3        | 4      | Daniil Pancerevas       | Lituania           | 2'03"76 |                  |
| 31   | 6        | 9      | Héctor Ruvalcaba        | Messico            | 2'03"87 |                  |
| 32   | 3        | 3      | František Jablčník      | Slovacchia         | 2'03"89 |                  |
| 33   | 2        | 4      | Tyler Christianson      | Panama             | 2'04"71 |                  |
| 34   | 4        | 9      | Tan Zachary Ian         | Singapore          | 2'04"92 |                  |
| 35   | 6        | 0      | Trần Hưng Nguyên        | Vietnam            | 2'05"77 |                  |
| 36   | 3        | 8      | Ronan Wantenaar         | Namibia            | 2'05"97 |                  |
| 37   | 3        | 9      | Tan Khai Xin            | Malaysia           | 2'06"31 |                  |
| 38   | 3        | 1      | Santiago Corredor       | Colombia           | 2'06"37 |                  |
| 39   | 2        | 2      | Esteban Núñez del Prado | Bolivia            | 2'06"60 |                  |
| 40   | 2        | 5      | Jarod Arroyo            | Porto Rico         | 2'06"67 |                  |
| 41   | 2        | 3      | Simon Bachmann          | Seychelles         | 2'08"50 |                  |
| 42   | 2        | 6      | Zhulian Lavdaniti       | Albania            | 2'09"32 |                  |
| 43   | 1        | 3      | Lin Sizhuang            | Macao              | 2'10"10 |                  |
| 44   | 2        | 1      | Nikola Ǵuretanoviḱ      | Macedonia del Nord | 2'13"17 |                  |
| 45   | 2        | 7      | Thomas Wareing          | Malta              | 2'13"80 |                  |
| 46   | 1        | 5      | Abdul Al-Kulaibi        | Oman               | 2'20"01 |                  |
| 47   | 1        | 4      | Hussein Suwaed          | Iraq               | 2'20"23 |                  |
| 48   | 2        | 0      | Kinley Lhendup          | Bhutan             | 2'28"39 |                  |
|      | 3        | 6      | Matheo Mateos           | Paraguay           | dq      |                  |
|      | 2        | 8      | Filipe Gomes            | Malawi             | dns     |                  |
|      | 4        | 2      | Jaouad Syoud            | Algeria            | dns     |                  |
|      | 5        | 3      | Hubert Kós              | Ungheria           | dns     |                  |

### Semifinali
| Pos. | Semifinale | Corsia | Atleta             | Nazionalità   | Tempo   | Note |
| ---- | ---------- | ------ | ------------------ | ------------- | ------- | ---- |
| 1    | 2          | 2      | Léon Marchand      | Francia       | 1'56"34 | Q    |
| 2    | 2          | 4      | Duncan Scott       | Gran Bretagna | 1'54"50 | Q    |
| 3    | 2          | 6      | Carson Foster      | Stati Uniti   | 1'56"55 | Q    |
| 4    | 1          | 2      | Hugo González      | Spagna        | 1'56"58 | Q    |
| 5    | 2          | 5      | So Ogata           | Giappone      | 1'57"06 | Q    |
| 6    | 1          | 4      | Daiya Seto         | Giappone      | 1'57"15 | Q    |
| 7    | 1          | 3      | Tom Dean           | Gran Bretagna | 1'57"18 | Q    |
| 8    | 2          | 7      | Shaine Casas       | Stati Uniti   | 1'57"23 | Q    |
| 9    | 2          | 1      | Alberto Razzetti   | Italia        | 1'57"39 |      |
| 10   | 1          | 6      | Thomas Neill       | Australia     | 1'57"51 |      |
| 11   | 1          | 8      | Wang Shun          | Cina          | 1'57"97 |      |
| 12   | 2          | 3      | Lewis Clareburt    | Nuova Zelanda | 1'58"01 |      |
| 13   | 1          | 7      | Finlay Knox        | Canada        | 1'58"23 |      |
| 14   | 1          | 5      | Jérémy Desplanches | Svizzera      | 1'58"29 |      |
| 15   | 2          | 8      | Brendon Smith      | Australia     | 1'59"35 |      |
| 16   | 1          | 1      | Gabriel Lopes      | Portogallo    | 2'00"28 |      |

### Finale
| Pos.    | Corsia | Atleta        | Nazionalità   | Tempo   | Note |
| ------- | ------ | ------------- | ------------- | ------- | ---- |
| Oro     | 4      | Léon Marchand | Francia       | 1'54"82 |      |
| Argento | 5      | Duncan Scott  | Gran Bretagna | 1'55"95 |      |
| Bronzo  | 1      | Tom Dean      | Gran Bretagna | 1'56"07 |      |
| 4       | 8      | Shaine Casas  | Stati Uniti   | 1'56"35 |      |
| 5       | 3      | Carson Foster | Stati Uniti   | 1'56"43 |      |
| 6       | 7      | Daiya Seto    | Giappone      | 1'56"70 |      |
| 7       | 6      | Hugo González | Spagna        | 1'57"37 |      |
| 8       | 2      | So Ogata      | Giappone      | 1'57"82 |      |